# Epactoides femoralis
Epactoides femoralis är en skalbaggsart som beskrevs av Olivier Montreuil 2005. Epactoides femoralis ingår i släktet Epactoides och familjen bladhorningar. Inga underarter finns listade i Catalogue of Life.